# Vràjia sila
Вражья сила (títol original en rus, en català El poder del diable) és una òpera en cinc actes composta el 1866 per Aleksandr Serov sobre un llibret en rus d'Aleksandr Ostrovski i Piotr Kalàixnikov, basat en Ne tak jiví, kak khótxetsia d'Aleksandr Ostrovski. Es va estrenar el 7 d'abril de 1871 al Teatre Mariïnski de Sant Petersburg.